# Bellamya costulata
Bellamya costulata es una especie de molusco gasterópodo de la familia Viviparidae en el orden de los Mesogastropoda.

## Distribución geográfica
Se encuentra en Kenia Tanzania y en Uganda.

## Hábitat
Su hábitat natural son: lagos de agua dulce.

## Estado de conservación
Se encuentra amenazada de extinción por la pérdida de su hábitat natural.